# Начално училище „Христо Попмарков“
Начално училище „Христо Попмарков“ е училище в Свиленград, основано през 1847 – 1848 година.
Учебното заведение до 1963 година е познато като „Червеното училище“. Тогава с решение на община Свиленград наименованието е променено на начално училище „Христо Попмарков“.
Христо Попмарков е български възрожденски учител родом от град Копривщица. Още с идването си през 1847 г. в българската община в Мустафа паша той реформира училището по образец на пловдивското училище „Св. Св. Кирил и Методий“, където е учил. Добил вече опит той постепенно превръща „Червеното училище“ в класно. Просветителската му дейност продължава като участва в основаването на народно читалище „Звезда“ и откриването на първото девическо училище в града, в което учителства през 1870 г. Мария Григорова. През учебната 1872 – 73 година тук главен учител е бил и Иван Вазов.След Освобождението Христо Попмарков е първият избран за кмет на Копривщица.
В по-нови времена училището за „светски науки“ е в началната степен и в него се обучават деца от първи до четвърти клас.

## Програма „Едно училище за всички“
Програмата „Едно училище за всички“ с бенецифиент Община Свиленград, партньори Начално училище „Христо Попмарков“ и Средно общообразователно училище „Д-р Петър Берон“ – град Свиленград.
- Сформиране на екип на проекта.
- Обявление в местните медии за стартиране на проекта.
- Организиране на кръгла маса (подготовка).
  - Организиране на кръгла маса.
- Закупуване на учебници и помагала (подготовка).
  - Закупуване на учебници и помагала.
- Подпомагане на полуинтернатни форми на обучение (подготовка).
  - Подпомагане на полуинтернатни форми на обучение.
- Сътрудничество на институциите за борба с противообществените прояви.
- Подобряване на материалната база на НУ „Христо Попмарков“ (подготовка).
  - Подобряване на материалната база на НУ „Христо Попмарков“.
- Провеждане на курс за допълнителна квалификация (подготовка).
  - Провеждане на курс за допълнителна квалификация.
- Сформиране на извънкласни дейности (подготовка).
  - Сформиране на извънкласни дейности.
- Театрално популяризиране на ромския фолклор (подготовка).
- Периодично отразяване реализирането на дейностите по проекта.
- Провеждане на семинар (подготовка).
  - Провеждане на семинар.
- Провеждане на форум (подготовка).
  - Провеждане на форум.